# Aviatyrannis jurassica
L'aviatirannide ("nonna tiranna del Giurassico", dal latino avia, "nonna") era un dinosauro dei tirannosauridi che visse in Portogallo durante il Giurassico superiore. Nella sua superfamiglia è uno dei più antichi generi, ma solo il Guanlong cinese è più antico.

## Descrizione
Benché antenato di giganti come il Tyrannosaurus rex, l'Aviatyrannus era rispetto ad esso molto più piccolo. Il suo ileo era molto piccolo e certamente, l'intero animale era lungo tra i due e i tre metri. Contemporaneo dell'americano Stokesosaurus, è finora conosciuto solo per qualche frammento fossile.